# سوزوکی شوسان
سوزوکی شوسان (به ژاپنی: 鈴木正三 Suzuki Shōsan)؛ ۵ فوریه ۱۵۷۹ – ۲۸ ژوئیهٔ ۱۶۵۵) سامورایی، و بهکشو اهل ژاپن بود.